# John Davidson (acteur)
Pour les articles homonymes, voir Davidson et John Davidson.
John Davidson est un acteur américain, né le 25 décembre 1886 à New York (État de New York), mort le 16 janvier 1968 à Los Angeles (Californie).

## Biographie
John Davidson débute au théâtre et joue à Broadway dans neuf pièces, entre 1911 et 1928.
Au cinéma, il contribue d'abord à quarante-six films muets sortis de 1915 à 1924. Mentionnons Le Détour de Cecil B. DeMille (1922, avec Leatrice Joy et Conrad Nagel) et Monsieur Beaucaire de Sidney Olcott (1924, avec Rudolph Valentino et Bebe Daniels, lui-même personnifiant le cardinal Richelieu).
Après le passage au parlant, John Davidson apparaît dans cent-deux autres films américains (tenant parfois des petits rôles non crédités), les sept premiers sortis en 1929 (dont The Thirteenth Chair de Tod Browning, avec Conrad Nagal et Leila Hyams). Fait particulier, il collabore à plusieurs serials, dont Le Capitaine Marvel de John English et William Witney (1941, avec Tom Tyler dans le rôle-titre).
Citons également Les Invités de huit heures de George Cukor (1933, avec Marie Dressler et John Barrymore) et The Devil Bat de Jean Yarbrough (1940, avec Béla Lugosi). Son dernier film est Le Téléphone rouge de Delbert Mann (avec Rock Hudson et Rod Taylor), sorti en 1963.
Pour la télévision, il participe à la série policière Front Page Detective (en) (un épisode, diffusé en 1951), avec Edmund Lowe dans le rôle principal.

## Théâtre à Broadway (intégrale)
- 1911 : Excuse Me de Rupert Hughes
- 1917-1918 : Madame Sand de Philip Moeller, avec Walter Kingsford
- 1919 : A Young Man's Fancy de John T. McIntire, avec Jeanne Eagels, J. M. Kerrigan, Howard Lindsay, Philip Merivale
- 1919-1920 : The Whirlwind de George C. Hazelton et Riterr Brown, avec Mimi Aguglia, Joseph Sweeney
- 1923-1924 : The Business Widow de Gladys Unger, avec Marjorie Wood
- 1924 : The Locked Door de Martin Lawton
- 1924 : Clubs Are Trump de Leslie Dickson et W. Lee Dickson
- 1925 : The Loves of Lulu de (et avec) Ullrich Haupt
- 1927-1928 : It Is To Laugh de Fannie Hurst

## Filmographie partielle

### Au cinéma

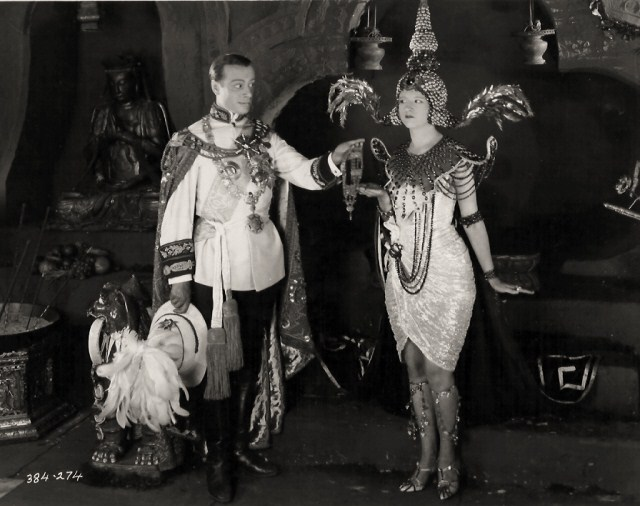
Avec Mildred Harris, dans Le Paradis d'un fou (Fool's Paradise) de Cecil B. DeMille (1921)

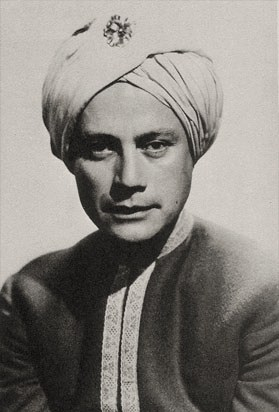
Dans Le Capitaine Marvel
(1941, photo promotionnelle)

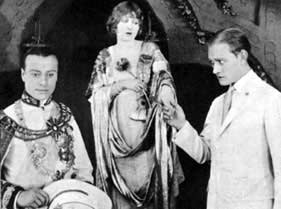
Avec Mildred Harris et Conrad Nagel dans
Le Paradis d'un fou (Fool's Paradise)
de Cecil B. DeMille (1921)

- 1915 : The Ruse de William H. Clifford et William S. Hart
- 1915 : Des fleurs pour sa gosse (The Alien) de Thomas H. Ince et Reginald Barker
- 1916 : Roméo et Juliette (Romeo and Juliet) de John W. Noble et Francis X. Bushman
- 1916 : La Folle chimère (Pawn of Fate) de Maurice Tourneur
- 1917 : Souls Adrift de Harley Knoles
- 1917 : The Awakening de George Archainbaud
- 1918 : The Spur of Sybil de Travers Vale
- 1918 : The Grouch d'Oscar Apfel
- 1919 : The Stronger Vow de Reginald Barker
- 1919 : The Bluffer de Travers Vale
- 1919 : Through the Toils de Harry O. Hoyt
- 1919 : The Black Circle de Frank Reicher
- 1920 : Amour d'antan (Romance) de Chester Withey
- 1920 : The Tiger's Cub de Charles Giblyn
- 1920 : The Great Lover de Frank Lloyd
- 1921 : Le Paradis d'un fou (Fool's Paradise) de Cecil B. DeMille
- 1921 : Cheated Love de King Baggot
- 1921 : No Woman Knows de Tod Browning
- 1921 : The Bronze Bell de James W. Horne
- 1922 : The Woman Who Walked Alone de George Melford
- 1922 : Le Détour (Saturday's Night) de Cecil B. DeMille
- 1922 : Under Two Flags de Tod Browning
- 1923 : His Children's Children de Sam Wood
- 1924 : Monsieur Beaucaire de Sidney Olcott
- 1929 : Le Forban (The Rescue) de Herbert Brenon
- 1929 : Queen of the Night Clubs de Bryan Foy
- 1929 : The Time, the Place and the Girl de Howard Bretherton
- 1929 : La Treizième chaise (The Thirteenth Chair) de Tod Browning
- 1929 : Kid Gloves (en) de Ray Enright
- 1929 : L'Homme aux deux visages (Skin Deep) de Ray Enright
- 1929 : Honky Tonk de Lloyd Bacon
- 1930 : Charivari (The Life of the Party) de Roy Del Ruth
- 1932 : Arsène Lupin de Jack Conway
- 1932 : Grand Hotel de Edmund Goulding
- 1932 : Docks of San Francisco de George B. Seitz
- 1932 : 6 Hours to Live de William Dieterle
- 1932 : Behind Jury Doors de B. Reeves Eason
- 1933 : Les Invités de huit heures (Dinner at Eight) de George Cukor
- 1933 : The Mad Game d'Irving Cummings
- 1933 : Perils of Pauline de Ray Taylor (serial)
- 1933 : Gabriel au-dessus de la Maison-Blanche (Gabriel over the White House) de Gregory La Cava
- 1934 : Bombay Mail de Edwin L. Marin
- 1934 : Viva Villa ! de Jack Conway
- 1934 : Murder in Trinidad de Louis King
- 1934 : La Pierre de lune (The Moonstone) de Reginald Barker
- 1934 : Hold That Girl d'Hamilton MacFadden
- 1934 : L'Impératrice rouge (The Scarlet Empress) de Josef von Sternberg
- 1934 : Hollywood Hoodlum de B. Reeves Eason
- 1934 : Tailspin Tommy de Lew Landers
- 1935 : A Shot in the Dark de Charles Lamont
- 1935 : Les Derniers Jours de Pompéi (The Last Days of Pompeii) de Ernest B. Schoedsack et Merian C. Cooper
- 1935 : Behind the Green Lights (en) de Christy Cabanne
- 1935 : The Call of the Savage de Lew Landers (serial)
- 1935 : Death from a Distance de Frank R. Strayer
- 1935 : Imprudente Jeunesse (Reckless) de Victor Fleming
- 1935 : Charlie Chan en Égypte (Charlie Chan in Egypt) de Louis King
- 1935 : Le Marquis de Saint-Évremont (A Tale of Two Cities) de Jack Conway
- 1937 : Jungle Menace d'Harry L. Fraser et George Melford (serial)
- 1938 : The Fighting Devil Dogs de John English et William Witney (serial)
- 1939 : Duel Personalities de George Sidney (court métrage)
- 1939 : Mr. Moto's Last Warning de Norman Foster
- 1939 : Mr. Moto Takes a Vacation de Norman Foster
- 1940 : King of the Royal Mounted de John English et William Witney (serial)
- 1940 : La Chauve-souris du diable ( The Devil Bat) de Jean Yarbrough
- 1940 : Le Dictateur (The Great Dictator) de Charlie Chaplin
- 1941 : Le Capitaine Marvel (Adventures of Captain Marvel) de John English et William Witney (serial)
- 1941 : Dick Tracy vs. Crime Inc. (en) de John English et William Witney (serial)
- 1942 : Perils of Nyoka de William Witney (serial)
- 1944 : Le Chat chinois (Charlie Chan in The Chinese Cat) de Phil Rosen
- 1944 : Le Président Wilson (Wilson) de Henry King
- 1944 : Captain America de Elmer Clifton et John English (serial)
- 1946 : Le Fil du rasoir (The Razor's Edge) de Edmund Goulding
- 1948 : Bungalow 13 d'Edward L. Cahn
- 1948 : Un caprice de Vénus (One Touch of Venus) de William A. Seiter
- 1949 : Chaînes conjugales (A Letter to Three Wives) de Joseph L. Mankiewicz
- 1951 : On murmure dans la ville (People Will Talk) de Joseph L. Mankiewicz
- 1952 : Tonnerre sur le temple (Thunder in the East) de Charles Vidor
- 1954 : Prince Vaillant (Prince Valiant) de Henry Hathaway
- 1963 : Le Téléphone rouge (A Gathering of Eagles) de Delbert Mann

### À la télévision
- 1951 : Front Page Detective, série
  - Saison unique, épisode 8 The Devil's Bible